# Справедлива кауза
„Справедлива кауза“ (на английски: Just Cause) е американски криминален трилър от 1995 г. на режисьора Арне Глимчър, по сценарий на Джеб Стюарт и Питър Стоун, базиран на едноименния роман от Джон Каценбах. Във филма участват Шон Конъри, Лорънс Фишбърн, Кейт Капшоу, Блеър Ъндърууд, Руби Дий и Ед Харис.